# جمعية مانشستر الأدبية والفلسفية
جمعية مانشستر الأدبية والفلسفية، المعروفة شعبياً باسم أدب وفلسفة (Lit. & Phil.). ، هي واحدة من أقدم المجتمعات العلمية في المملكة المتحدة وثاني أقدم جمعية علمية إقليمية (بعد جمعية سادة سبالدينج).
كان من بين الأعضاء البارزين روبرت أوين ،  جون دالتون ، وجيمس بريسكوت جول ، والسير ويليام فيربيرن ، وتوم كيلبورن ، وبيتر مارك روجيت ، والسير إرنست رذرفورد ، وآلان تورينج ، والسير جوزيف ويتوورث ودوروثي هودجكين .

## التاريخ

دوروثي هودجكين ، الحائزة على ميدالية دالتون

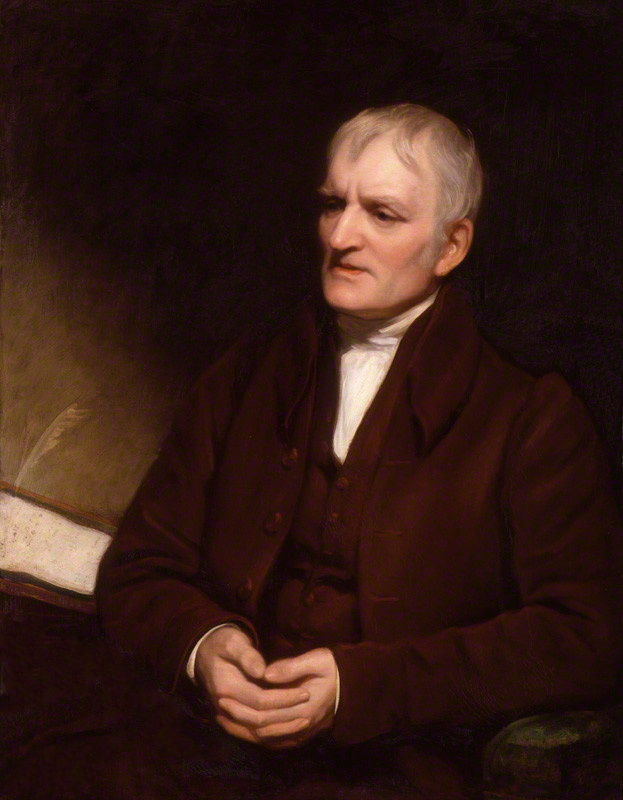
جون دالتون بعدسةتوماس فيليبس ، معرض الصور الوطني ، لندن (1835م)

تأسست في فبراير 1781م، باسم جمعية مانشستر الأدبية والفلسفية،  من قبل توماس بيرسيفال وتوماس بارنز وتوماس هنري وتوماس باتروورث بايلي وآخرين. عقد الاجتماع الرسمي الأول للجمعية يوم 14 مارس 1781م. عقدت الاجتماعات في غرفة خلفية في كنيسة كروس ستريت حتى ديسمبر 1799م، وبعد ذلك انتقلت الجمعية إلى مقرها الخاص في شارع جورج. أجرى جون دالتون تجاربه في هذه المباني.
دمرت المباني الأصلية للجمعية في شارع جورج خلال قصف مانشستر (حوالي يناير 1941م) خلال الحرب العالمية الثانية، وفي ذلك الوقت كانت مكتبتها تضم أكثر من 50000 مجلد بالإضافة إلى المصنوعات اليدوية والصور والأرشيفات التاريخية. أعيد بناء المبنى في الستينيات باستخدام أسمنت عالي الألومينا (يشار إليه باسم "سرطان الخرسانة") وتم هدمه في الثمانينيات. أصبحت جمعية خيرية مسجلة (رقم 235313) في عام 1964م.
تدار الجمعية الآن من مكتب يقع في كولوني جاكتين هاوس، حي آنكوتس، مانشستر، وبها ثلاثة موظفين دائمين.

## الأنشطة
العضوية مفتوحة لأي شخص يزيد عمره عن 16 عامً ، وتُعقد المحاضرات حضوريًا في قاعات مركز مدينة مانشستر، و افتراضيًا عبر الإنترنت (منذ 2020م). تعقد في المتوسط 30 محاضرة في كل موسم ويرحب بحضور غير الأعضاء. لدى الجمعية أكثر من 400 عضو.
تنظم الجمعية مجموعة من المحاضرات ، بما في ذلك محاضرات المهندس هينري وايلد و العالم الفيزيائي جول ووالعالم لكيمائي جون دالتون وثلاث محاضرات سنويًا مخصصة للشباب. المحاضرات الأكثر شهرة هي محاضرة بيرسيفال ومحاضرة مانشستر. وفي بعض السنوات يتم تكريم المتحدثين المتميزين بميدالية دالتون. منذ أن توقفت الجامعات المحلية عن تقديم الدورات اللاصفية، شهدت الجمعية زيادة في كل من العضويات وحضور غير الأعضاء في المحاضرات.

## الأعضاء
من بين الأعضاء البارزين ، بالإضافة إلى أولئك المذكورين أعلاه، الحائزون على جائزة نوبل ، السير روبرت روبنسون ، السير نورمان هاورث، ونيلز بور، بالإضافة إلى حاييم وايزمان، وهانس جيجر، والسير ويليام روبرتس، وليون، واللورد بلايفير، وويليام جاسكل، والسير ويليام. دي ويفليسلي آبني، تشارلز ويليام ساتون، السير جيمس كاي شاتلوورث، جوزيف جوردان، هنري موسلي، السير أدولفوس ويليام وارد، ستانلي جيفونز جيمس برينس لي، السير إدوارد ليدر ويليامز، ويليام أكسون، السير هنري هوورث، صموئيل جريج، السير إدوارد فرانكلاند، وصمويل هيبرت وير، وموسى تايسون .
ومن بين الأعضاء الفخريين ستيفن هوكينج، ويليام طومسون، اللورد كيلفن، روبرت بنسن، وسيرجي كابيتسا، ديمتري مينديليف، والسير سيريل هنشلوود ، وكاثلين أوليرينشو ، جونز جاكوب برسيليوس، وجون ميرسر .
كانت مذكرات الجمعية وقائعها (نُشرت لأول مرة عام 1783م)، وقت إطلاقها، الدورية العلمية الوحيدة المنتظمة في المملكة المتحدة باستثناء المداولات الفلسفية للجمعية الملكية .
لازالت مذكرات مانشستر تطبع بشكل مستمر منذ العدد الأول.
تحتوي على تقارير الجمعية (ونصوص العديد من المحاضرات الأخيرة) وتوزع على الأعضاء والمؤسسات والمكتبات المماثلة في جميع أنحاء العالم عن طريق الاشتراك. النسخ متاحة أيضًا للشراء من قبل غير الأعضاء.

## ميدالية دالتون
هي وسام نادرًا ما يُمنح ويمثل أعلى جائزة للجمعية. سميت بهذا الاسم تكريماً لأطول رئيس للجمعية، العالم جون دالتون. تعطى الميدالية للأشخاض الذين قدموا مساهمة مميزة في العلم.
منذ عام 1898م، قدمت الميدالية في خمسة عشر مناسبة فقط: جميع الحاصلين عليها كانوا زملاء في الجمعية الملكية والعديد منهم حائزون على جائزة نوبل .
كان للعديد من الحاصلين على ميداليات روابط مع جامعة مانشستر / كلية أوينز، مع أقسام الفيزياء وعلم الفلك والكيمياء والهندسة .
حتى الآن ، نالت امرأة واحدة فقط على هذه الميدالية.
| رقم. | العام الميلادي | اسم                         | ملاحظات |
| ---- | -------------- | --------------------------- | --- |
| 1    | 1898           | هنري إدوارد شانك            | كيميائي إنجليزي وخبير في الأصباغ الطبيعية. ولد في مانشستر وعاش في كرسال بسالفورد . بدأ دراسته مع ويليام هنري . ترك مختبره لكلية أوينز ، مانشستر ونُقل إلى شارع بيرلينجتون (1906م) حيث لا يزال يُعرف باسم مبنى شانك. له مكتبة تعرف باسم مكتبة شانك في قسم الكيمياء.                                                                                |
| 2    | 1900           | السير هنري روسكو            | اشتهر الكيميائي الإنجليزي بعمله على عنصر الفاناديوم ولدراساته الكيميائية الضوئية. كان حفيد وليام روسكو من ليفربول (ابن عم ستانلي جيفونز وعمه بياتريكس بوتر ). تلقى تعليمه في معهد ليفربول للبنين ومع روبرت بنسن في هايدلبرغ . عُيِّن أستاذًا ثانيًا للكيمياء في كلية أوينز بمانشستر (1857-1886م) وعين عضوًا في البرلمان عن مانشستر ساوث (1885-1895م). |
| 3    | 1903           | أوزبورن رينولدز             | مهندس وعالم فيزيائي ومعلم بريطاني. كان أستاذًا للهندسة المدنية والميكانيكية في كلية أوينز ، مانشستر (1868–1904م). |
| 4    | 1919           | السير إرنست رذرفورد         | عالم فيزياء نيوزيلندي ويعتبر والد الفيزياء النووية. كان أستاذًا للفيزياء في لانغوورثي في جامعة مانشستر (1907-1919م) حيث قام بتقسيم الذرة في مبنى في شارع كوبلاند. حصل على جائزة نوبل في الكيمياء (1908م). |
| 5    | 1931           | السير جوزيف جيه طومسون      | عالم فيزياء تجريبي إنجليزي ولد في شيثام هيل ، مانشستر ، التحق بكلية أوينز ، مانشستر (1870م). حصل على جائزة نوبل في الفيزياء (1906م). حصل ابنه البروفيسور السير جورج باجيت طومسون على جائزة نوبل في الفيزياء (1937م). |
| 6    | 1942           | السير لورانس براج           | عالم الفيزياء البريطاني المولود في أستراليا وعالم البلورات بالأشعة السينية . حصل على جائزة نوبل في الفيزياء (1915م) مع والده، وأصبح أصغر الفائزين بها على الإطلاق. كان أستاذًا للفيزياء في لانغوورثي في جامعة مانشستر (1919-1937م). |
| 7    | 1948           | باتريك بلاكيت               | عالم فيزياء وكونيات تجريبي إنجليزي. كان أستاذ لانغورثي للفيزياء في جامعة مانشستر (1937-1953م). حصل على جائزة نوبل في الفيزياء (1948م). |
| 8    | 1966           | السير سيريل هينشيلوود       | كيميائي فيزيائي إنجليزي حاصل على جائزة نوبل في الكيمياء (1956م). |
| 9    | 1981           | دوروثي هودجكين              | عالمة الكيمياء الحيوية البريطانية التي طورت علم بلورات البروتين وحصلت على جائزة نوبل في الكيمياء (1964م). |
| 10   | 1997           | السير هارولد كروتو          | اشتهر الكيميائي الإنجليزي باكتشافه للفوليرينات، وهو مرتبط بشكل أكثر شيوعًا بـبوكينمينستر فوليرين سي 60 Buckminsterfullerene (كرات بوكي). تلقى تعليمه في جامعة شيفيلد، وكان ناشطًا لتعليم العلوم (خاصة للشباب) وسفيرًا لمشاركة الجمهور في العلوم. حصل على جائزة نوبل في الكيمياء (1996م).                                                           |
| 11   | 2002           | السير والتر بودمر           | عالم وراثة بشري بريطاني ألماني المولد تلقى تعليمه في ثانوية مانشستر . |
| 12   | 2005           | السير روجر بنروز            | حصل الفيزيائي الرياضي الإنجليزي وعالم الرياضيات وفيلسوف العلوم على جائزة نوبل في الفيزياء (2020م). |
| 13   | 2009           | السير برنارد لوفيل          | عالم فيزياء وفلك راديو إنجليزي أسس (وكان أول مدير لـ) مرصد جودريل بنك في جامعة مانشستر . |
| 14   | 2012           | مارتن ، اللورد ريس من لودلو | عالم الكونيات والفيزياء الفلكية البريطاني. ولد في شروبشاير ، وهو عالم الفلك الملكي منذ عام 1995م. |
| 15   | 2016           | السير كونستانتين نوفوسيلوف  | فيزيائي روسي بريطاني ، وأستاذ لانغوورثي في كلية الفيزياء والفلك بجامعة مانشستر. حصل على جائزة نوبل في الفيزياء (2010م). |

## روابط خارجية
- المجتمعات العلمية - الإنسان. أدب وفلسفة
- جمعية مانشستر الأدبية والفلسفية (ليت اند فيل) - الموقع الرسمي
- مذكرات ووقائع جمعية مانشستر الأدبية والفلسفية ، من 1888 إلى 1922 - مكتبة التنوع البيولوجي